# Mónica Posse
Mónica Domínguez, más conocida como Mónica Posse (Buenos Aires, 5 de diciembre de 1948) es una cantautora y actriz argentina.
Como actriz en 1972 participó en la película Me enamoré sin darme cuenta; en 1980 formó parte del elenco de la serie televisiva Aquí llegan los Manfredi; y en 1998 actuó en la telecomedia de Canal 13 De corazón.

## Discografía
Su primer disco, Tiempos de cambios, con «Reina Madre» de Raúl Porchetto como canción principal, obtuvo un disco de oro; este álbum, con canciones de Porchetto, Alejandro Lerner y Piero, entre otros, incluía baladas románticas y canciones de tono contestatario, que era el estilo que la cantautora elegía. Dos años más tarde lanzó el álbum El amor es la fuerza en el que todas las canciones tenían su estilo.
- 1982 - Tiempo de cambios
- 1984 - El amor es la fuerza
- 1986 - Por qué tiene esa chica la cara tan seria
- 1987 - Mónica Posse
- 2006 - Brilla
- 2012 - Linaje de mujeres
- 2018 - Los singles
- 2019 - «Pachamama», canción publicada en formato digital, interpretada por la autora junto a Patricia Sosa, Sandra Mihanovich y Lito Vitale.

## Vida privada
Casada con el cantante y guitarrista de Pintura Fresca Luis Posse. Su hija Agustina, falleció el 16 de septiembre de 2021 a los 46 años a causa de un aneurisma cerebral.